# Clypeolum atroareolatum
Clypeolum atroareolatum är en svampart som beskrevs av Speg. 1881. Clypeolum atroareolatum ingår i släktet Clypeolum, divisionen sporsäcksvampar och riket svampar.   Inga underarter finns listade i Catalogue of Life.